# Alex García
Alejandro García González (Mexico-Stad, 17 juli 2003) is een Mexicaans autocoureur.

## Carrière

### Karting
García maakte zijn autosportdebuut in het karting. In 2018 werd hij tweede in het Mexicaans kartkampioenschap. In zowel 2018 als 2019 nam hij deel aan de SKUSA SuperNationals XXIII, achtereenvolgens in de X30 Junior- en de X30 Senior-klasse.

### Formule 4
In het winterseizoen van 2018-2019 maakte García de overstap naar het formuleracing, waarin hij zijn debuut maakte in het Formule 4-kampioenschap van de NACAM bij het team Ram Racing. Hij behaalde drie podiumplaatsen: twee op het Autódromo Internacional de Aguascalientes en een op het Autódromo Miguel E. Abed. Met 169 punten werd hij vijfde in het klassement.
In 2019-2020 begon García zijn tweede seizoen in de NACAM Formule 4 bij Ram. Na drie raceweekenden, waarin een vijfde plaats op het Autódromo Hermanos Rodríguez zijn beste resultaat was, verhuisde hij naar Europa om deel te nemen aan het Spaans Formule 4-kampioenschap bij het team Global Racing Service. Hij kende een lastig seizoen met twee negende plaatsen op het Circuito Permanente de Jerez en het Circuit Ricardo Tormo Valencia als beste resultaten. Met 4 punten eindigde hij op plaats 22 in het kampioenschap.
In 2021 reed García een tweede seizoen in de Spaanse Formule 4 en stapte hierin over naar Campos Racing. Zijn beste resultaat was een achtste plaats op het Motorland Aragón. Zodoende eindigde hij met 2 punten op plaats 24 in het klassement.

### Euroformula Open
In 2022 stapte García over naar de Euroformula Open, waarin hij uitkwam voor het Team Motopark. Hij behaalde een podiumplaats op het Autodromo Nazionale Monza en werd met 116 punten zevende in de eindstand.

### Formule 3
In 2023 debuteerde García in het FIA Formule 3-kampioenschap bij het team Jenzer Motorsport. Hij kende een moeilijk seizoen, met een vierde plaats op een regenachtig Circuit de Spa-Francorchamps als enige top 10-finish. Met 12 punten werd hij twintigste in het kampioenschap.

### Endurance
In 2023 maakte García zijn debuut in de enduranceracerij in de LMP3-klasse van de European Le Mans Series (ELMS) voor Cool Racing. Samen met Adrien Chila en Marcos Siebert won hij drie races op het Circuit de Barcelona-Catalunya, Aragón en Spa-Francorchamps en werd zo met 121 punten kampioen in de klasse.
In 2024 blijft García actief in de ELMS bij Cool Racing, maar stapt hierin wel over naar de LMP2-klasse.